# Charlotte Haining
Charlotte Haining (Leeds) is een Brits singer-songwriter. Ze is onder andere bekend van het nummer Always on my mind, en samenwerking met Shane Codd dat de 91ste plaats behaalde op de Irish Singles Chart. Ook schreef ze het nummer Risk it all samen met Ella Henderson en My Heart Goes (La Di Da) met Becky Hill die respectievelijk de 100ste en 11de plaats in de UK Singles Chart behaalden.

## Biografie
Haining werd geboren in Leeds, maar groeide op in Londen. Ze studeerde aan The Liverpool Insitute for Performing Arts. Op 4 mei 2015 was ze te zien op Ravenaus' Never Be Mine, dat te zien was op in de Belgische advertentie The Makers 2015 van Lee Cooper. In 2018 was ze te horen op Paint by Numbers van Hybrid Minds. De single bereikte de Official Physical Singles Chart en de Official Vinyl Singles Chart. In 2018 vormde Haining samen met Haides de groep Majestic Minds. Ze brachten de single Oxygen uit. In 2020 was ze als internationale jury geselecteerd om de Finse inzending te behalen voor het Eurovisiesongfestival. In 2020 bracht Haining samen met Steve Jefroy (BCee) het album Life as we know it uit. Het album behaalde de 69ste plaats in de UK Albums Download Chart.
In 2021 bracht Haining samen met Shane Codd de single Always on my mind uit. Deze single bereikte de 91ste plaats in de Irish Singles Chart en de eerste plaats in de Billboard Dance/Mix Show Airplay hitlijst. Ook schreef ze Risk it All samen met Ella Henderson, House Gospel Choir en Just Kiddin dat de 100ste plaats behaalde in de UK Singles Chart.   Daarnaast schreef ze samen met Becky Hill en Topic dat in diezelfde hitlijst op de elfde plaats behaalde. Haining bracht in samenwerking met Ares Carter eveneens de single Out of Time uit, dat te horen was op FIFA 22.